# Mechthild Scheffer
Mechthild Scheffer (* 1938 in Potsdam) ist eine deutsche Autorin. Sie machte mit ihren Büchern die Bach-Blütentherapie im deutschsprachigen Raum bekannt.

## Leben
Mechthild Scheffer studierte Kommunikation an der Hochschule der Künste in Berlin. Sie absolvierte später eine dreijährige Ausbildung an der Norddeutschen Heilpraktiker Schule. Im Jahr 1981 führte sie mit ihrem ersten Sachbuch die Arbeit des britischen Arztes Edward Bach in den deutschsprachigen Raum ein. Es erschien 1986 in englischer Übersetzung. Das British Homoeopathic Journal lobte die klare Darstellung. Nach einer Einführung in Theorie und Wirkungsweise bestehe der Hauptteil aus 38 prägnanten Beschreibungen der einzelnen Bach-Blüten und ihrer Verwendung. Scheffer vertrat das englische Bach-Zentrum in Deutschland, Österreich und der Schweiz und gründete eigene Zentren in Hamburg, Wien und Zürich. Ihre Bücher wurden in viele Sprachen übersetzt. Sie lebt in Wien und in der Gemeinde Rechnitz im Burgenland, von der sie 2023 mit einem Ehrenring gewürdigt wurde.

## Veröffentlichungen (Auswahl)
- Die Bach-Blütentherapie. Theorie und Praxis. Hugendubel, München 1981, ISBN 978-3-88034-102-9.
- Schlüssel zur Seele. Das Arbeitsbuch zur Selbst-Diagnose mit den Bach-Blüten. Hugendubel, München 1995, ISBN 3-88034-964-9.
- Die Original Bach-Blütentherapie. Das gesamte theoretische und praktische Bach-Blütenwissen. Hugendubel, München 1999, ISBN 978-3-424-15189-3.
- Bach-Blütentherapie. Das Lehrbuch für die therapeutische Praxis. Elsevier Urban & Fischer Verlag, München/Jena 2008, ISBN 978-3-437-57900-4.
- Die Original Bachblütentherapie. Neue Einblicke und Erfahrungswerte. Hugendubel, München 2021, ISBN 978-3-424-15394-1.